# Dasyatis lata
Dasyatis lata és una espècie de peix de la família dels dasiàtids i de l'ordre dels myliobatiformes.

## Morfologia
- Els mascles poden assolir 100 cm de longitud total.[1][2]

## Reproducció
És ovovivípar.

## Hàbitat
És un peix marí, de clima subtropical i demersal que viu entre 40–357 m de fondària.

## Distribució geogràfica
Es troba a l'oceà Pacífic: Hawaii i Taiwan.

## Observacions
És inofensiu per als humans.